# 坨里组
坨里组是位于中国北京丰台区、房山区一带的上白垩世地层，1933年由谢家荣命名。该地层以灰紫、黄绿、黄褐色厚层砾岩以及砾砂岩、砂岩等为主。